# Salvator rufescens
Salvator rufescens là một loài thằn lằn trong họ Teiidae. Loài này được Günther mô tả khoa học đầu tiên năm 1871.